# Crocidura mutesae
Crocidura mutesae är en däggdjursart som beskrevs av Heller 1910. Crocidura mutesae ingår i släktet Crocidura och familjen näbbmöss. IUCN kategoriserar arten globalt som otillräckligt studerad. Inga underarter finns listade i Catalogue of Life.
Crocidura mutesae är en av de större arterna inom sitt släkte. Den är täckt av grå päls med lite mörkare fötter och mörkare svans. Svansen är täckt av många styva hår. Arten liknar Crocidura olivieri i utseende men den är något mindre och skallen är inte lika robust.
Denna näbbmus har två från varandra skilda populationer, en i Uganda och en i gränsområdet Centralafrikanska republiken/Kongo-Brazzaville. Arten lever i olika slags skogar, till exempel med trädet Gilbertiodendron dewevrei.